# 나카노후지미초역
나카노후지미초역(일본어: 中野富士見町駅, なかのふじみちょうえき)은 일본 도쿄도 나카노구에 있는 철도역이다. 역 번호는 Mb04이다. 이케부쿠로 발 나카노후지미초 행 열차가 일부 운행중이다.

## 타는 곳
| 1 | ○ 마루노우치 선 호난초 지선 | 호난초 방면                               |
| 2 | ○ 마루노우치 선 호난초 지선 | 나카노사카우에・오기쿠보・이케부쿠로 방면 |

## 역 주변
- 도쿄 지하철 나카노 차량기지
- 도쿄 지하철 연수 센터
- 간다 천
- 입정교성회

## 역사
- 1961년 2월 8일: 영업 개시.
- 2004년 4월 1일: 도영지하철 민영화.
- 2004년 5월 8일: 2번선 스크린도어 사용 개시.
- 2007년 1월 30일: 엘리베이터 설치공사준공.

## 인접역
| 도쿄 메트로 4호선 지선 | 도쿄 메트로 4호선 지선    | 도쿄 메트로 4호선 지선                 |
| ---------------------- | ------------------------- | -------------------------------------- |
| Mb 03 호난초 방면      | 마루노우치 선 호난초 지선 | Mb 05 나카노신바시 나카노사카우에 방면 |